# 溫士源
溫士源（1912年—？年），字步韓。天津市宜興埠人。民國37年（1948年）在天津市選區當選第一屆立法委員。

## 生平[1][2][3]
- 北平朝陽大學法律系畢業
- 南京中央政治學校訓導班第二期畢業
- 貴州省訓練團訓導
- 貴州省普定縣縣長
- 中國國民黨北寧鐵路特別黨部委員
- 中國國民黨天津特別市黨部委員
- 制憲國民大會代表
- 民國37年，當選立法委員